# ناهنجاری‌های تبادل آمینواسید
ناهنجاری‌های تبادل آمینواسیدها (انگلیسی: Amino acid transport disorder)، یک وضعیت پزشکی هستند که با عدم جذب آمینواسیدها از رودهٔ باریک و عدم بازجذب آن‌ها از کلیه همراه است. برای نمونه می‌توان به بیماری هارتنوپ اشاره کرد.